# Ward Lamb
Ward Lamb (* 1953 in Syracuse, USA) ist ein amerikanischer Maler. Er wurde vor allem durch seine Portraitmalerei bekannt. Wards Werke reichen von Realismus, Impressionismus, Landschaft bis hin zu expressionistischen Figuren. Der Künstler gibt an, dass seine Einflüsse von Richard Diebenkorn, Pierre Bonnard und Jasper Johns reichen. Ward Lamb identifiziert sich auch mit der Arbeit von David Hockney, David Park sowie Willem de Kooning und John Singer Sargent.

## Leben und Werk
Ward Lamb wurde 1953 in Syracuse geboren, begann seine Ausbildung nach der High School am Maine College of Art & Design (Portland) und erhielt 1976 seinen Bachelor of Fine Arts von der State University of New York in Stony Brook. Er studierte bei Robert White, Mel Pekarsky, Mavis Pusey, Lawrence Alloway und Malcom Morley.
1977 besuchte er als Stipendiat die New York Studio School of Drawing, Painting and Sculpture. 1980 schloss er sein Studium of Fine Arts am Brooklyn College mit dem Masterabschluss in Malerei ab. Während seines Studiums arbeitete Ward unter anderem mit Phillip Pearlstein, Alan D’Arcangelo und Lennart Anderson.
1994 reiste er in das Vereinigte Königreich, um mit einem Fulbright-Stipendium ein Jahr lang an der Hinchingbrooke School in Cambridgeshire zu unterrichten. Ward war Vorsitzender der Kunstabteilung der Minisink Valley High School im New Yorker Orange County, von wo er sich 2015 zurückzog.
Im Laufe der Jahre hat Ward seine Arbeiten in seiner Heimatregion Hudson Valley und in New York City, wo er seinen Wohnsitz hat, aktiv ausgestellt. Seine Werke befinden sich in öffentlichen und privaten Sammlungen in den Vereinigten Staaten  und im Ausland. Ward ist u. a. stolz darauf, neben vielen anderen interessanten Persönlichkeiten auch Porträts für die Schauspielerin und Sängerin Cher angefertigt zu haben.

### Malerei (Auswahl)
- Youths together (Acryl und Marker auf Karton,  ca. 36 × 28 cm, 2023).[2]
- Surrender (Aquarellstifte und Marker auf Papier,  ca. 30 × 20 cm, 2023).[2]
- Cher (Öl auf Leinwand).[3]

## Ausstellungen (unvollständig)
Einzelausstellungen der letzten Jahre:
- 2018: Roost Studios & Art Gallery, 69 Main Street (2nd Floor), New Paltz, NY[4]

Ausstellungsbeteiligungen der letzten Jahre:
- 2022: SoHo Project Space, New York: „It’s a Queer, Queer, Queer World: Works by LGBTQ+ Artists“[5]